# Куржене
Куржене (фр. Courgenay) насеље је и општина у источном делу централне Француске у региону Бургоња, у департману Јон која припада префектури Санс.
По подацима из 2011. године у општини је живело 557 становника, а густина насељености је износила 18,65 становника/km². Општина се простире на површини од 29,87 km². Налази се на средњој надморској висини од 129 метара (максималној 240 m, а минималној 110 m).

## Демографија
| 1962. | 1968. | 1975. | 1982. | 1990. | 1999. | 2011. |
| ----- | ----- | ----- | ----- | ----- | ----- | ----- |
| 428   | 472   | 455   | 408   | 463   | 446   | 557   |

График промене броја становника у току последњих година